# 船母
船母（白一平轉寫：zy-）是中古漢語的一個聲母，屬正齒音章組，全濁聲母。
船母字都是三等字。

## 擬音
有兩派擬音，一派擬/ʑ/，一派擬/d͡ʑ/。這兩派在擬常母時剛好互調。學界對於其送氣性質並無一致意見，有的學者認爲是送氣音[ʑʱ]或[d͡ʑʱ]，也有的認爲是不送氣音[ʑ]或[d͡ʑ]，或者無所謂送氣或者平送仄不送等。不過，這個聲母在送氣不送氣方面，並沒有對立音位。
| 聲母 | 高本漢 | 李方桂 | 陸志韋 | 王力 | 周法高 | 李榮 | 邵榮芬 | 蒲立本 | 董同龢 | 鄭張尚芳 | 潘悟雲 | 《廣韻》字數 |
| ---- | ------ | ------ | ------ | ---- | ------ | ---- | ------ | ------ | ------ | -------- | ------ | ------------ |
| 船   | dʑʱ    | dʑ     | dʑ     | dʑʱ  | ʑ      | dʑ   | ʑ      | ʑ      | dʑʱ    | ʑ        | ʑ      | 78           |

註：過往學界曾用逆撇號「ʻ」代表送氣音，後來國際語音學學會已規範以「ʱ」作爲濁音送氣符號，上表亦依規範統一。

## 現代方言、語言中的讀音
在今日的北京音系中，船母平聲爲漢語拼音ch [ʈʂʰ]和sh [ʂ]，仄聲為漢語拼音sh [ʂ]。
船母在粵語清化，與心母合流為s，聲調是陽聲調。

## 域外方音
在日語中，吳音讀ざ行，漢音讀さ行。
在朝鲜语中，船母讀ㅅ。
在越南語中，船母讀th，聲調是陽聲調。

## 外部連結
- 韻典網-船母 （页面存档备份，存于）